# Perruche des Nicobar
Psittacula caniceps
Espèce
Statut de conservation UICN

 NT  : Quasi menacé
Statut CITES
La Perruche des Nicobar (Psittacula caniceps) est une espèce d'oiseaux appartenant à la famille des Psittacidae, cette espèce est endémique aux forêts pluviales des îles Nicobar en Inde.